# Lochlane House

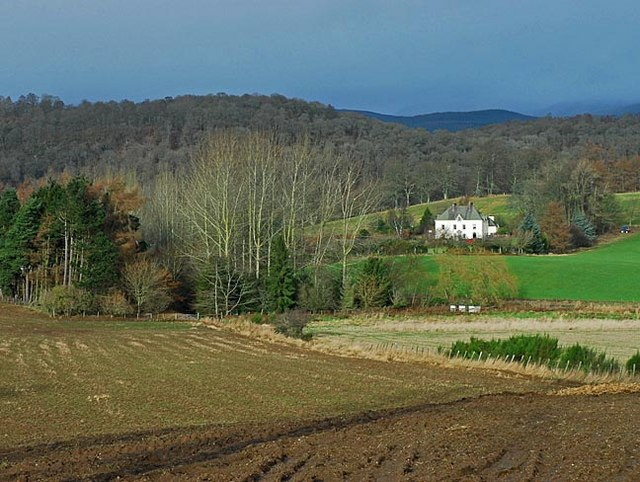
Lochlane House

Lochlane House ist ein Herrenhaus nahe der schottischen Ortschaft Crieff in der Council Area Perth and Kinross. 1971 wurde das Bauwerk in die schottischen Denkmallisten in der höchsten Denkmalkategorie A aufgenommen.

## Geschichte
Das Herrenhaus wurde im Jahre 1710 errichtet. Es existiert eine von James Harley angefertigte Zeichnung des Anwesens aus der Vogelperspektive, die um die Mitte des 18. Jahrhunderts von William McIntyre in Auftrag gegeben wurde. Aus ihr geht hervor, dass ein kleiner, von der Frontfassade abgehender Flügel zwischenzeitlich abgebrochen wurde. Um 1920 wurde Lochlane House überarbeitet und dezent ergänzt.

## Beschreibung
Lochlane House steht isoliert rund 2,5 Kilometer westlich von Crieff nahe dem rechten Ufer des Earn. Die Fassaden des zweistöckigen Gebäudes sind mit Harl verputzt. Die südexponierte Hauptfassade des kleinen Herrenhauses ist vier Achsen weit. Der Giebel, der das zentrale Hauptportal mit Architrav bekrönt, ist skulpturiert. Der Mittelrisalit schließt mit einem kleinen Giebel mit einem einzelnen Fenster. Die Seitenfassaden sind zwei Achsen weit. Von dem abschließenden hohen Walmdach ragen zwei Kamine auf. Des Weiteren ist es mit Dachgauben ausgeführt. Der Innenraum ist beinahe vollständig holzvertäfelt und weitgehend im Originalzustand erhalten. Nahe Lochlane House befindet sich eine Sonnenuhr aus dem 18. Jahrhundert.